# Legge di Newton-Stokes
In fisica, in particolare in fluidodinamica, la legge di Newton-Stokes è la relazione costituiva che descrive il moto di scorrimento dei fluidi più semplici: quelli che hanno viscosità costante. 
I corpi per cui vale la legge di Stokes sono generalmente chiamati fluidi newtoniani.
Più in generale, la legge di Stokes descrive il trasporto di quantità di moto da parte di un continuo che scorre con viscosità costante. Per esempio, riesce a descrivere anche il creep dei solidi metallici ad alta temperatura.

## Enunciato

Rappresentazione del moto laminare di un fluido newtoniano.

Preso un fluido in equilibrio e perfettamente immobile rispetto a un piano fisso e vi si applica uno sforzo di taglio {\displaystyle {\boldsymbol {\tau }}}, ad esempio lungo una direzione x, si osserva che il fluido si muove come se fosse formato da singoli strati, detti lamine, che scorrono gli uni sugli altri. A causa dell'attrito viscoso, le lamine non si muovono tutte alla stessa velocità, infatti essa varia lungo y. Pertanto si ha che la velocità è massima per la lamina più distante dal piano e decresce linearmente sino ad annullarsi per la lamina a contatto con il piano. Quindi si ricava:
{\displaystyle \tau _{yx}\propto {\frac {\Delta v_{x}}{\Delta y}}}
La costante di proporzionalità che lega lo sforzo di taglio alla variazione della velocità lungo la componente y è detta viscosità e s'indica con {\displaystyle \mu }. Facendo tendere a 0 lo spessore delle singole lamine, si ottiene la seguente equazione:
{\displaystyle \tau _{yx}=-\mu {\frac {\partial }{\partial y}}v_{x}}
Generalizzando la relazione, si ottiene un'equazione tensoriale che descrive il moto laminare di un fluido a viscosità costante in tutte le direzioni spaziali:
{\displaystyle {\underline {\underline {\boldsymbol {\tau }}}}=-\mu \nabla \mathbf {v} }
dove {\displaystyle \mathbf {v} =\{v_{x},\ v_{y},\ v_{z}\}}. Si può ottenere una formulazione alternativa della legge di Newton-Stokes facendo ricorso alla diffusività cinematica {\displaystyle \nu }:
{\displaystyle {\underline {\underline {\boldsymbol {\tau }}}}=-{\frac {\mu }{\bar {\rho }}}\nabla ({\bar {\rho }}\mathbf {v} )=-\nu \nabla ({\bar {\rho }}\mathbf {v} )}
dove {\displaystyle {\bar {\rho }}} è la densità del fluido. A partire da quest'ultima equazione è possibile descrivere come il prodotto tra la densità e la velocità vari in funzione del tempo attraverso la seguente equazione:
{\displaystyle {\frac {\partial }{\partial t}}({\bar {\rho }}\mathbf {v} )=-\nabla \cdot {\underline {\underline {\boldsymbol {\tau }}}}}
che di fatto rappresenta una forma semplificata dell'equazione di bilancio di quantità di moto, nella quale è presente soltanto la componente diffusiva del flusso netto.

### Equazione del calore
In analisi matematica, l'equazione differenziale alle derivate parziali che ha la stessa forma di quest'ultima relazione è detta equazione del calore:
{\displaystyle {\frac {\partial u}{\partial t}}-a\nabla ^{2}u=0}
in particolare, essa un'equazione differenziale alle derivate parziali ellittica non lineare.